# Ян Гарніш
Ян Гарніш (швед. Ján Harniš; 13 квітня 1985, м. Кежмарок, Словаччина) — словацький саночник, який виступає в санному спорті, здебільшого в парному розряді, на професіональному рівні з 2004 року. Дебютував в національній команді, як учасник зимових Олімпійських ігор в 2010 році, досягши 11 місця в парному розряді. В парному розряді виступає разом з саночником Браніславом Реґецем з 2005 року й їм вдалося закріпитися в 2-му десятку світової ієрархії саночників.